# Europawahl in Lettland 2004
- PCTVL: 1
- LC: 1
- JL: 2
- TP: 1
- TB: 4

Die Europawahl in Lettland 2004 fand am 12. Juni 2004 statt. Sie fand zeitgleich mit der EU-weit stattfindenden Europawahl 2004 statt, wobei in Lettland neun der 736 Sitze im Europäischen Parlament vergeben wurden. Sie war die erste Europawahl in Lettland seit ihrem EU-Beitritt am 1. Mai 2004.
Die Wahlbeteiligung betrug 40,9 % und lag damit unter dem europaweiten Durchschnitt von 45,6 %.
Die nationalkonservative Partei Tēvzemei un Brīvībai/LNNK konnte mit rund 29 % der abgegebenen Stimmen und 4 Abgeordneten als stärkste Partei in das Europaparlament einziehen. Als zweitstärkste Partei folgte die liberalkonservative Jaunais laiks, welche zwei Abgeordnete erhielt. Jeweils einen Abgeordneten erhielten Par Cilvēka Tiesībām Vienotā Latvijā, Tautas partija und Latvijas Ceļš.

## Wahlverfahren
Die Wahl erfolgte nach dem Verhältniswahlrecht mit Vorzugsstimmen nach dem D’Hondt-Verfahren, wobei das ganze Land einen einheitlichen Wahlkreis bildete. Es galt eine Sperrklausel von 5 Prozent. Das aktive Wahlrecht hatten Bürger ab 18, das passive Wahlrecht ab 21 Jahren.

## Parteien
| Partei                                                   | Europapartei |
| -------------------------------------------------------- | ------------ |
| Tēvzemei un Brīvībai/LNNK (TB/LNNK)                      | AEN          |
| Jaunais laiks (JL)                                       | EVP          |
| Par Cilvēka Tiesībām Vienotā Latvijā (PCTVL)             | EFA          |
| Tautas partija (TP)                                      | EVP          |
| Latvijas Ceļš (LC)                                       | ELDR         |
| Tautas Saskaņas partija (TSP)                            | SPE          |
| Latvijas Sociāldemokrātiskā Strādnieku partija (LSDSP)   | SPE          |
| Zaļo un Zemnieku savienība (ZZS)                         | EGP          |
| Latvijas Pirmā partija (LPP)                             | −            |
| Apvienotā sociāldemokrātiskā labklājības partija (ASDLP) | –            |
| Konservatīvā partija (KP)                                | −            |
| Latvijas Sociālistiskā partija (LSP)                     | −            |
| Latgales Gaisma (LSP)                                    | −            |
| Eiroskeptiķi                                             | –            |
| Kristīgi demokrātiskā savienība (KDS)                    | –            |
| Sociāldemokrātu savienība (SDS)                          | –            |

## Ergebnis
| Listen                             | Listen                                                   | Stimmen   | %    | Mandate |
| ---------------------------------- | -------------------------------------------------------- | --------- | ---- | ------- |
|                                    | Tēvzemei un Brīvībai/LNNK (TB/LNNK)                      | 171.859   | 30,1 | 4       |
|                                    | Jaunais laiks (JL)                                       | 113.593   | 19,9 | 2       |
|                                    | Par Cilvēka Tiesībām Vienotā Latvijā (PCTVL)             | 61.401    | 10,7 | 1       |
|                                    | Tautas partija (TP)                                      | 38.324    | 6,7  | 1       |
|                                    | Latvijas Ceļš (LC)                                       | 37.724    | 6,6  | 1       |
|                                    | Tautas Saskaņas partija (TSP)                            | 27.506    | 4,8  | –       |
|                                    | Latvijas Sociāldemokrātiskā Strādnieku partija (LSDSP)   | 27.468    | 4,8  | –       |
|                                    | Zaļo un Zemnieku savienība (ZZS)                         | 24.467    | 4,3  | –       |
|                                    | Latvijas Pirmā partija (LPP)                             | 18.685    | 3,3  | –       |
|                                    | Apvienotā sociāldemokrātiskā labklājības partija (ASDLP) | 12.871    | 2,3  | –       |
|                                    | Konservatīvā partija (KP)                                | 9.716     | 1,7  | –       |
|                                    | Latvijas Sociālistiskā partija (LSP)                     | 9.480     | 1,7  | –       |
|                                    | Latgales Gaisma (LSP)                                    | 8.439     | 1,5  | –       |
|                                    | Eiroskeptiķi                                             | 5.481     | 1,0  | –       |
|                                    | Kristīgi demokrātiskā savienība (KDS)                    | 2.362     | 0,4  | –       |
|                                    | Sociāldemokrātu savienība (SDS)                          | 1.988     | 0,3  | –       |
| Gesamt                             | Gesamt                                                   | 571.364   | 100  | 9       |
|                                    |                                                          |           |      |         |
| Ungültige Stimmen                  | Ungültige Stimmen                                        | 6.517     | 1,1  |         |
| Wähler                             | Wähler                                                   | 577.881   | 41,3 |         |
| Wahlberechtigte                    | Wahlberechtigte                                          | 1.397.736 |      |         |
|                                    |                                                          |           |      |         |
| Quelle: Centrālā vēlēšanu komisija |                                                          |           |      |         |

## Fraktionen im Europäischen Parlament
| Partei                         | Partei                               | Mandate | Fraktion |
| ------------------------------ | ------------------------------------ | ------- | -------- |
|                                | Tēvzemei un Brīvībai/LNNK            | 4 / 9   | UEN      |
|                                | Jaunais laiks                        | 2 / 9   | EVP-ED   |
|                                | Par cilvēka tiesībām vienotā Latvijā | 1 / 9   | G/EFA    |
|                                | Tautas partija                       | 1 / 9   | EVP-ED   |
|                                | Latvijas Ceļš                        | 1 / 9   | ALDE     |
|                                |                                      |         |          |
| Quelle: Europäisches Parlament |                                      |         |          |